# Paranthura nana
Paranthura nana är en kräftdjursart som beskrevs av Nordenstam 1930. Paranthura nana ingår i släktet Paranthura och familjen Paranthuridae. Inga underarter finns listade i Catalogue of Life.